# TVO (Canada)
Pour les articles homonymes, voir TVO.
TVO, anciennement TVOntario, officiellement appelé Office de la télécommunication éducative de l'Ontario (OTEO) est un télédiffuseur éducatif public de langue anglaise dans la province canadienne de l'Ontario. Il appartient et est géré par le gouvernement provincial de l'Ontario. Toutefois, la plus grosse part de son financement provient du gouvernement de l'Ontario, qui a contribué 58,8 millions $ en 2005-2006.
TVO est le plus ancien service éducatif télévisé au Canada et est diffusé par antenne dans quatorze grands marchés, ainsi que sur les services satellite Bell Télé et Shaw Direct.
Le pendant francophone de TVO est le Groupe Média TFO qui exploite notamment TFO, un réseau séparé pour les auditeurs franco-ontariens. Avant le lancement de TFO, TVO diffusait de la programmation en français le dimanche. Même après le lancement de TFO, TVO et TFO échangeaient leur programmation le dimanche jusque dans les années 1990. TVOntario est également responsable de la diffusion en ondes de l'Assemblée législative de l'Ontario dans certaines petites communautés de l'Ontario.

## Histoire

### Années 1970
L'histoire de la chaîne commence en 1970 lorsque l'Office de la télécommunication éducative de l'Ontario est créé par le ministre de l'éducation, Bill Davis, en juin de cette année. À l'époque, l'OTEO produit des émissions éducatives et des émissions pour enfants qui sont diffusées sur les stations de télévision commerciales.
La Société Radio-Canada, agissant au nom de la branche télévision du ministère de l'Éducation de l'Ontario, fait éventuellement une application pour une licence, qu'elle reçoit, pour une station de télévision du ministère à Toronto (Ontario), la CICA, avec le mandat « [d'utiliser] les médias électroniques et associés afin de rendre disponibles des opportunités éducatives pour toutes les personnes en Ontario ». CBC s'occupe initialement de l'émetteur de CICA, tandis que l'OTEO est responsable de la programmation ; OTEO prend éventuellement le contrôle de toutes les opérations de la station, qui devient indépendante de la CBC, lorsque le gouvernement provincial déclare l'Office indépendante par décret en 1973.
CICA commence à diffuser le 27 septembre 1970 avec 423 000 watts vidéo et 84 600 watts audio. Ses studios se trouvent au 1670 Bayview Avenue et son émetteur se trouve au 354 Jarvis Street sur la tour de la CBC ; son antenne est d'une hauteur de 550 pieds. Au départ, le nom de diffuseur de la chaîne est OTEO, comme le département dont il relève. Toutefois, en 1974, la station reçoit le nom non officiel de TVOntario, un nom qui devient officiel en 1981. Le nom OTEO est toujours utilisé dans les documents officiels, comme les notices légales et les fins de droit d'auteur.
Dans la dernière moitié des années 1970, le réseau commence à ajouter des transmetteurs de rediffusion dans d'autres communautés ontariennes. Son premier transmetteur de rediffusion est ajouté à Ottawa le 25 octobre 1975, sous le nom de CICO. (Le transmetteur se trouve actuellement à Gatineau, au Québec).

### Années 1980-1990
Elle demeurera pendant de nombreuses années un outil d'apprentissage privilégié par des enseignants du français à travers le Canada anglais.
En 1987, TVO lance La Chaîne française, qui devient TFO en 1994. En 1995, le gouvernement de Mike Harris promet de privatiser TVOntario. Il ne complète jamais ce plan, mais il coupe toutefois son budget.

### Années 2000

Ancien logo noir et blanc

En 2005, le poste de président-directeur général est séparé en deux postes distincts, celui de président et celui de directeur général ; Peter O'Brien est nommé président et Lisa de Wilde devient directrice générale. Le 29 juin 2006, le Ministère de l'Éducation annonce une refonte majeure de TVO : ses capacités de production seraient améliorés pour devenir entièrement numériques pour 2009 (des fonds du ministère sont alloués à cette fin) et TFO deviendrait un organisme indépendant.
Le même jour, des changements de programmation sont annoncés : treize heures par semaine de programmation éducative pour enfants sont ajoutées, Studio 2 est remplacé par The Agenda, qui débute en septembre et est animé par Steve Paikin, et More to Life et Vox sont annulés. La numérisation du service est une transition : le Globe and Mail cite Lisa de Wilde qui affirme : « Bien que la télévision demeurera un médium important pour TVO, les jours où nous nous définissions comme un diffuseur uniquement sont passés »,.

### Années 2010
Le 31 mai 2012, le signal de TVO a été retiré à tous les abonnés Bell Télé habitant hors de la province de l'Ontario devant l'impasse des négociations sur les revenus d'abonnement.

## Programmation
TVO diffuse des d'émissions originales pour enfants, des documentaires et des émissions de télévision principalement dramatiques ou d'affaires publiques.
La programmation pour enfants est diffusée quotidiennement le matin avec le bloc TVOKids. Durant la journée la chaîne cible l'ensemble du public principalement les 15-25 ans et la nuit, généralement destinée pour le public adulte soit les 18-49 ans.
Toute la programmation de TVO est diffusée en anglais ou dans une autre langue avec des sous-titres en anglais. Les séries françaises étaient auparavant diffusées le dimanche, au profit des téléspectateurs franco-ontariens. Mais la création du réseau homologue français TFO a entraîné l'arrêt de la programmation de langue française sur TVO au milieu des années 1990.

## Télévision numérique terrestre et haute définition

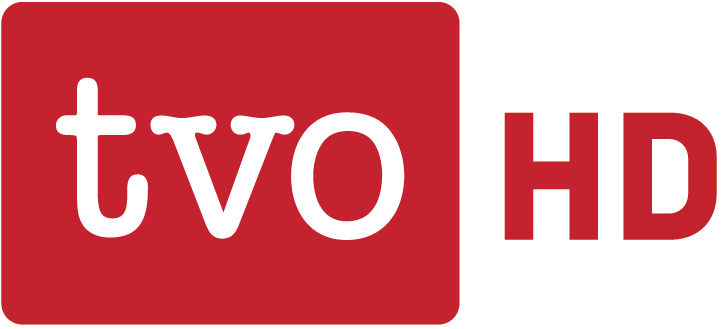
Logo de TVO HD

La programmation haute définition de TVOntario est offerte aux abonnés de Rogers depuis août 2010.
Les 16 et 18 août 2011, ces antennes de TVO sont passés au numérique dans ces marchés : Toronto, Ottawa, Kitchener, London, Windsor, Chatham, Belleville, Thunder Bay et Cloyne.
En avril 2012, TVO annonce la mise hors service des 114 émetteurs analogiques restants d'ici octobre 2013. Les quatorze marchés de taille moyenne suivants seront mis hors service le 31 juillet 2012 : Bancroft, Hawkesbury, Huntsville, Kenora, Kingston, North Bay, Owen Sound, Parry Sound, Pembroke, Penetanguishene, Peterborough, Sault Ste. Marie, Sudbury et Timmins. TVOntario a approché les communautés afin de leur proposer d'en reprendre le contrôle, autrement, ils seront progressivement mis hors service. Le 27 juillet 2012, le CRTC a approuvé la demande.